# 南大嶼海岸公園
南大嶼海岸公園（英語：South Lantau Marine Park）是香港一個海岸公園，位於新界大嶼山西南部索罟群島附近海域，面積約2,067公頃，於2022年6月30日劃定。此海岸公園籌劃時曾經暫名為「索罟群島海岸公園」。

## 歷史
港府早於2000年提出在大嶼山西南劃定兩個海岸公園，惟一直受漁民團體和區議會反對。2002年，行政長官會同行政會議指示漁農自然護理署署長擬備建議中的西南大嶼山海岸公園和索罟群島海岸公園的未定案地圖。設立兩個郊野公園的目的是因為兩處海域為中華白海豚和江豚的重要棲息地。公園有助保護這兩種稀有動物和在該水域生長的其他海洋生物。
於2004年和2007年的大嶼山發展概念計劃中，並不見有提及索罟群島海岸公園。
2015年5月，郊野公園及海岸公園委員會提出了大嶼山西南海岸公園和索罟群島海岸公園的初步邊界及管理計劃的建議。其中，索罟群島海岸公園的初步建議邊界覆蓋了文昌魚、假鐵星珊瑚的重要生境和高漁業重要性的地區。
2016年，政府計劃在索罟群島三個小島，分別為樟木頭、孖洲及頭顱洲，設立康樂釣魚區，但以不影響保育中華白海豚為大前題。1月，發展局推出的大嶼山發展諮詢工作報告中，提出要在索罟群島附近興建水療中心，並發展成休閒渡假村。
2016年3月22日，漁護署就大嶼山西南和索罟群島海岸公園計劃最新修訂方案提交郊野公園及海岸公園委員會討論。計劃顯示索罟群島海岸公園內將設立核心區。漁護署表示會酌情簽發許可證，以便漁民在核心區以外水域捕魚。
南大嶼海岸公園的未定案地圖於2020年12月31日起為期60日供公眾查閱，期間郊野公園及海岸公園管理局沒有收到任何反對，行政長官會同行政會議於2021年8月10日按照《海岸公園條例》（第476章）批准該未定案地圖。政府於2022年4月22日刊憲，2022年6月30日正式劃定南大嶼海岸公園。

## 特色
2022年6月30日劃定南大嶼海岸公園後，成為香港第七個兼面積最大的海岸公園，覆蓋約2,067公頃水域。該片水域在全年不同季節都錄得中華白海豚和江豚出沒，劃定海岸公園將有助保護整體海洋環境及香港水域內的等海洋生物，維持海洋生物多樣性及可持續性。而且，香港受保護的海洋棲息地範圍由約4,050公頃大幅增加至約6,117公頃。
一如一般的香港海岸公園，公園周邊大致設有黃色燈號浮標和標界柱，以標明界線。南大嶼海岸公園是繼東平洲海岸公園和大小磨刀海岸公園後，第三個設有「核心區」的海岸公園。此海岸公園的核心區覆蓋145公頃水域，位於索罟群島大鴉洲和小鴉洲之間，任何人不得在核心區進行捕魚活動，以保護海洋和漁業資源。南大嶼海岸公園內的船速不可超逾10節。

## 相關參見
- 香港海岸公園